# John Polidori
John William Polidori (Londra, 7 settembre 1795 – Londra, 24 agosto 1821) è stato un medico, scrittore e poeta britannico, segretario e medico personale del poeta George Byron. È famoso per aver scritto Il vampiro, uno dei primi racconti della letteratura moderna su questa creatura leggendaria.

## Biografia
Figlio maggiore di Gaetano Polidori, un letterato italiano originario di Bientina, in provincia di Pisa (segretario personale di Vittorio Alfieri), e di Anna Maria Pierce, una istitutrice britannica, aveva tre fratelli e quattro sorelle.
Polidori era uno dei primi della sua classe all'Ampleforth College dopo aver iniziato gli studi nel 1804 presso i frati di Ampleforth. Nel 1810 si trasferì all'Università di Edimburgo dove scrisse una tesi sul sonnambulismo, laureandosi in Medicina nel 1815 alla precoce età di diciannove anni. Nel 1816 entrò al servizio di Lord Byron come suo medico personale e lo accompagnò nei suoi viaggi attraverso l'Europa.
A Villa Diodati, la casa che Byron affittò presso il lago Lemano in Svizzera, i due incontrarono Mary Wollstonecraft Godwin, il futuro marito di Mary, Percy Bysshe Shelley, e la sorellastra di Mary (nonché amante di Byron) Claire Clairmont. Fu proprio in quella casa che, in una serata di giugno, lessero ad alta voce alcuni brani dall'antologia di racconti tedeschi dell'orrore Fantasmagoriana. A causa di una tempesta i cinque scrittori furono costretti a rimanere in casa, così Byron suggerì di scrivere ciascuno una storia di fantasmi, per passare il tempo sino alla sera successiva: nacquero così Frankenstein, scritto dalla Shelley, e qualche anno dopo Il vampiro di Polidori, quest'ultimo ricalcato sulla figura dello stesso Byron.
Evitando il personaggio crudele e sanguinario delle tradizioni popolari, Polidori modellò il proprio vampiro sul modello byroniano dell'eroe tenebroso e maledetto, e lo chiamò "Lord Ruthven" come omaggio all'amico poeta (il nome, infatti, era originariamente usato nel romanzo Glenarvon di Lady Caroline Lamb per un personaggio che era chiaramente l'alter ego di Byron stesso). Lord Ruthven non fu solo il primo vampiro della letteratura inglese, ma anche il primo vampiro del tipo più in voga nel mondo contemporaneo: aristocratico, inserito nell'alta società e dotato di un perverso fascino nero. Il racconto venne pubblicato nel 1819 sul New Monthly Magazine erroneamente a nome dello stesso Byron, che successivamente pubblicò anche il frammento da cui Polidori aveva tratto ispirazione, senza riuscire a far giustamente attribuire all'amico il racconto compiuto.
Cessato il suo lavoro con Byron, Polidori tornò in Inghilterra e nel 1820 scrisse al priore di Ampleforth con l'intenzione di intraprendere la carriera ecclesiastica, ma l'uomo gli rispose con sdegno rifiutandolo a causa della sua scandalosa attività letteraria. Nel 1821, dopo aver scritto l'ambizioso poema religioso The Fall of the Angels, Polidori cadde in depressione e morì, in circostanze misteriose, probabilmente suicida.
I diari di Polidori, contenenti numerosi aneddoti tratti dai suoi viaggi con Byron, vennero pubblicati collettivamente con il titolo The Diary of John Polidori a cura del nipote William Michael Rossetti, che nel 1911 si appoggiò all'editore Elkin Mathews di Londra. Una ristampa di questo libro, con il titolo The diary of Dr. John William Polidori, 1816, relating to Byron, Shelley, etc venne ripubblicato dalle Folcroft Library Editions nel 1975 e successivamente nel 1978 per le Norwood Editions.

### Famiglia
La sorella di Polidori, Frances, sposò Gabriele Rossetti, e con lui ebbe quattro figli:
- Maria Francesca Rossetti
- Dante Gabriel Rossetti
- William Michael Rossetti
- Christina Rossetti

## Opere
- Il vampiro (The vampyre, 1819)
- Ernestus Berchtold; or, The Modern Oedipus: A Tale (1819)

## Adattamenti cinematografici
- Quattro film hanno narrato la genesi delle storie di Frankenstein e de Il vampiro:
  - Gothic di Ken Russell (1986);
  - L'estate stregata di Ivan Passer (1988);
  - Remando nel vento di Gonzalo Suárez (1988);
  - Mary Shelley - Un amore immortale, film del 2017 diretto da Haifaa al-Mansour.
- Anche la serie televisiva Doctor Who li cita, nell'episodio 8 della dodicesima stagione, intitolato The Haunting of Villa Diodati (2020).